# ديكسون إدواردز
ديكسون إدواردز (بالإنجليزية: Dixon Edwards)‏ هو لاعب كرة قدم أمريكية أمريكي، ولد في 25 مارس 1968 في سينسيناتي في الولايات المتحدة.

## وصلات خارجية
- ديكسون إدواردز على موقع مرجع كرة القدم المحترفة.كوم (الإنجليزية)